# Championnat de Tunisie masculin de volley-ball 1972-1973
Navigation
Saison précédente Saison suivante
Le championnat de Tunisie masculin de volley-ball 1972-1973 est la 18e édition à se tenir depuis 1956. Il est disputé par les dox meilleurs clubs du pays en aller et retour.
L'Avenir sportif de La Marsa, pris en main par son jeune joueur Ouael Béhi (23 ans), reprend son leadership malgré le départ de certains de ses cadres à l'instar de Moncef Ben Soltan et Hamadi Tej, en s'octroyant le championnat et la coupe de Tunisie. Son effectif est composé de Chedly Fazaâ (capitaine), Ouael Béhi, Raja Hayder, Ezzeddine Mhedhebi, Naceur Bounattouf, Ridha Badrajeh, Abdessattar Hammami, Moussa Ouerghli, Tahar Smida, Kais Rostom, Fakhreddine Choukair, Youssef Mejdi et Mohamed Mestiri.
En bas du tableau, le Club sportif des cheminots est relégué en division 2, ce qui va précipiter la disparition définitive de cette section à l'instar de nombreux clubs comme Al Hilal ou le Sfax railway sport. Quant à l'Étoile sportive du Sahel, elle sauve sa place à l'issue des barrages.

## Division nationale
Le classement final est le suivant :
| Rang | Équipe                                | Points | Matchs | Victoires | Défaites | Sets pour | Sets contre |
| 1    | Avenir sportif de La Marsa            | 35     | 18     | 17        | 1        | 52        | 7           |
| 2    | Étoile olympique La Goulette Kram     | 34     | 18     | 16        | 2        | 49        | 21          |
| 3    | Union sportive des transports de Sfax | 32     | 18     | 14        | 4        | 45        | 21          |
| 4    | Club olympique de Kélibia             | 30     | 18     | 12        | 6        | 42        | 27          |
| 5    | Club sportif sfaxien                  | 25     | 18     | 7         | 11       | 32        | 37          |
| 6    | Espérance sportive de Tunis           | 25     | 18     | 7         | 11       | 30        | 40          |
| 7    | Zitouna Sports                        | 24     | 18     | 6         | 12       | 26        | 45          |
| 8    | Saydia Sports                         | 22     | 18     | 4         | 14       | 26        | 42          |
| 9    | Étoile sportive du Sahel              | 22     | 18     | 4         | 14       | 15        | 46          |
| 10   | Club sportif des cheminots            | 21     | 18     | 3         | 15       | 16        | 47          |

## Division 2
Constituée de deux poules, elle enregistre la consécration du Stade sportif sfaxien, ce qui permet à la ville de Sfax d'avoir trois clubs en division nationale, alors que son adversaire, le Radès Transport Club, échoue contre l'Étoile sportive du Sahel, avant-dernier de la division nationale.

### Poule A
| Rang | Équipe                            | Points | Matchs | Victoires | Défaites | Forfaits | Sets pour | Sets contre |
| 1    | Radès Transport Club              | 16     | 8      | 8         | 0        | 0        | 24        | 2           |
| 2    | Club sportif de Hammam Lif        | 12     | 8      | 5         | 2        | 1        | 15        | 11          |
| 3    | Jendouba Sports                   | 12     | 8      | 4         | 4        | 0        | 14        | 12          |
| 4    | Association sportive des PTT Sfax | 12     | 8      | 4         | 4        | 0        | 12        | 12          |
| 5    | Monopoles Athlétique Club         | 7      | 8      | 0         | 7        | 1        | 01        | 24          |

### Poule B
| Rang | Équipe                         | Points | Matchs | Victoires | Défaites | Sets pour | Sets contre |
| 1    | Stade sportif sfaxien          | 15     | 8      | 7         | 1        | 23        | 5           |
| 2    | Union sportive de Carthage     | 14     | 8      | 6         | 2        | 19        | 12          |
| 3    | Union sportive tunisienne      | 12     | 8      | 4         | 4        | 18        | 15          |
| 4    | Wided athlétique de Montfleury | 11     | 8      | 3         | 5        | 13        | 18          |
| 5    | Club athlétique bizertin       | 7      | 8      | 0         | 7        | 01        | 24          |

## Barrages

### Barrage d'accession
- Stade sportif sfaxien - Radès Transport Club : 3-2 et 3-1

### Barrage de maintien-accession
- Étoile sportive du Sahel - Radès Transport Club : 3-1 et 3-2